# Boulleville
Boulleville est une commune française située dans le département de l'Eure, en région Normandie.

## Géographie

### Localisation
Boulleville est une commune du nord-ouest du département de l'Eure en région Normandie. Proche des départements du Calvados et de la Seine-Maritime, elle est située à mi-chemin entre Honfleur et Pont-Audemer au nord de la région naturelle du Lieuvin.
À vol d'oiseau, le bourg est à 3 km au nord-est de Beuzeville, à 9,5 km au nord-ouest de Pont-Audemer, à 12,5 km au sud-est d'Honfleur, à 52 km à l'ouest de Rouen et à 67,5 km au nord-ouest d'Évreux.
La commune se trouve dans l'aire d'attraction du Havre, dans l'unité urbaine de Pont-Audemer, dans la zone d'emploi de Honfleur Pont-Audemer et dans le bassin de vie de Beuzeville

### Communes limitrophes
|                                 | Foulbec     |              |
| Saint-Pierre-du-Val, Beuzeville | Boulleville | Saint-Maclou |
|                                 | Le Torpt    |              |

### Géologie et relief
La surface du territoire communal est de 7,17 km².
La commune de Boulleville possède une altitude moyenne de 121 m environ. L'altitude minimum et maximum étant respectivement 39 m et 129 m..

### Hydrographie
La commune est située dans le bassin Seine-Normandie. Elle est drainée par la Vilaine et le cours d'eau 01 de la commune de Boulleville,,.
La Vilaine, d'une longueur de 11 km, prend sa source dans la commune de Beuzeville et se jette  dans le Canal de Retour d'eau à Fatouville-Grestain, après avoir traversé cinq communes.

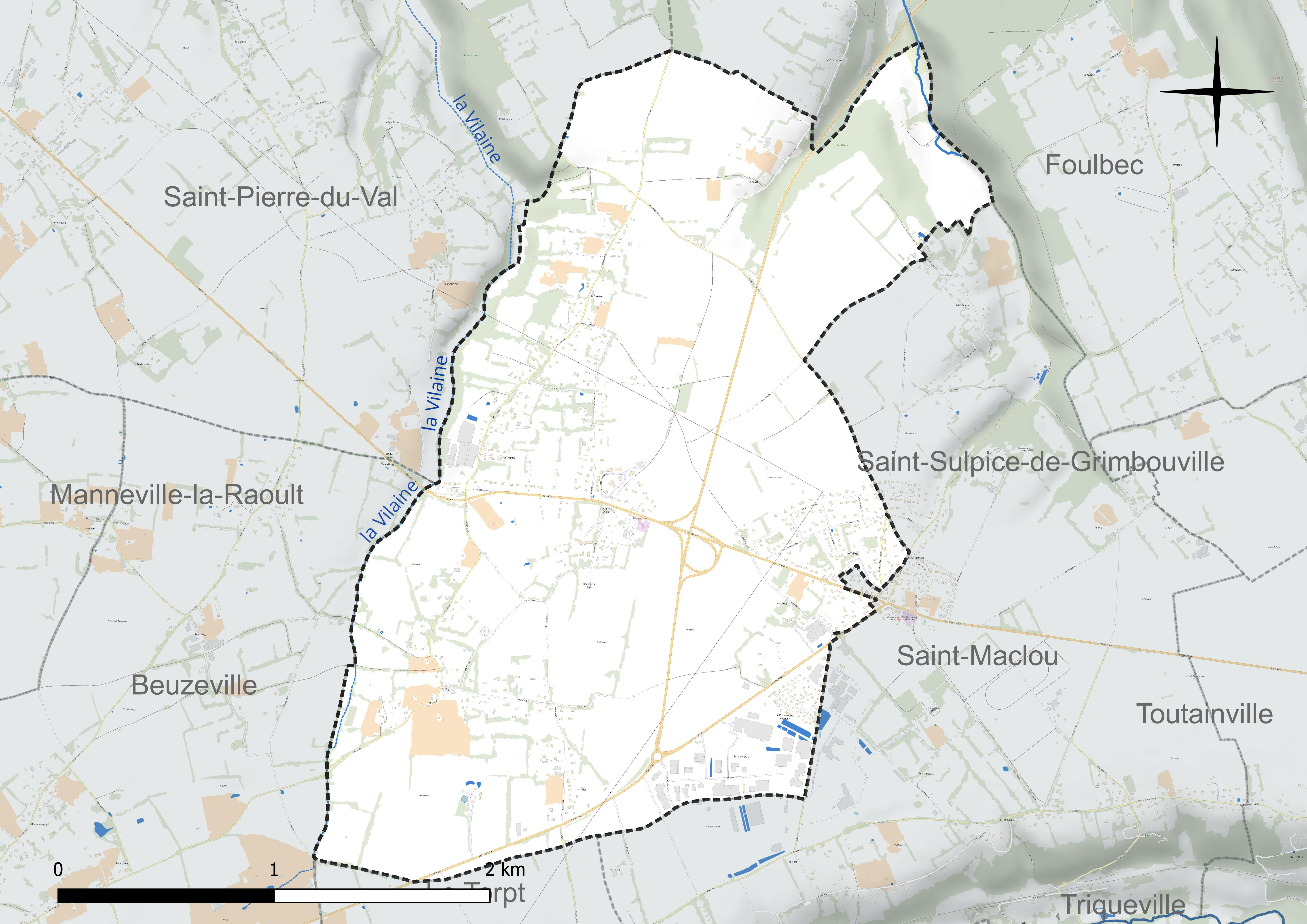
Réseau hydrographique de Boulleville.

### Climat
Pour des articles plus généraux, voir Climat de la Normandie et Climat de l'Eure.
En 2010, le climat de la commune est de type climat océanique franc, selon une étude du CNRS s'appuyant sur une série de données couvrant la période 1971-2000. En 2020, Météo-France publie une typologie des climats de la France métropolitaine dans laquelle la commune est exposée à un climat océanique et est dans la région climatique Côtes de la Manche orientale, caractérisée par un faible ensoleillement (1 550 h/an) ; forte humidité de l’air (plus de 20 h/jour avec humidité relative > 80 % en hiver), vents forts fréquents. Parallèlement le GIEC normand, un groupe régional d’experts sur le climat, différencie quant à lui, dans une étude de 2020, trois grands types de climats pour la région Normandie, nuancés à une échelle plus fine par les facteurs géographiques locaux. La commune est, selon ce zonage, exposée à un « climat contrasté des collines », correspondant au Pays d’Auge, Lieuvin et Roumois, moins directement soumis aux flux océaniques et connaissant toutefois des précipitations assez marquées en raison des reliefs collinaires qui favorisent leur formation.
Pour la période 1971-2000, la température annuelle moyenne est de 10,2 °C, avec  une amplitude thermique annuelle de 12,9 °C. Le cumul annuel moyen de précipitations est de 948 mm, avec 13,1 jours de précipitations en janvier et 8,8 jours en juillet. Pour la période 1991-2020, la température moyenne annuelle observée sur la station météorologique installée sur la commune est de 11,3 °C et le cumul annuel moyen de précipitations est de 851,2 mm,. Pour l'avenir, les paramètres climatiques de la commune estimés pour 2050 selon différents scénarios d’émission de gaz à effet de serre sont consultables sur un site dédié publié par Météo-France en novembre 2022.
| Mois                                  | jan.          | fév.           | mars          | avril         | mai           | juin          | jui.          | août          | sep.          | oct.          | nov.          | déc.          | année      |
| ------------------------------------- | ------------- | -------------- | ------------- | ------------- | ------------- | ------------- | ------------- | ------------- | ------------- | ------------- | ------------- | ------------- | ---------- |
| Température minimale moyenne (°C)     | 2,7           | 2,4            | 3,9           | 5,7           | 8,3           | 11,2          | 13,1          | 13,3          | 11,4          | 9,2           | 5,7           | 3,2           | 7,5        |
| Température moyenne (°C)              | 5,1           | 5,3            | 7,4           | 10,4          | 12,9          | 16,1          | 18,2          | 18            | 15,8          | 12,5          | 8,4           | 5,7           | 11,3       |
| Température maximale moyenne (°C)     | 7,5           | 8,1            | 11            | 15,1          | 17,6          | 20,9          | 23,4          | 22,6          | 20,2          | 15,9          | 11,1          | 8,2           | 15,1       |
| Record de froid (°C) date du record   | −9,3 07.01.09 | −12,3 11.02.12 | −6,2 04.03.05 | −2,4 07.04.21 | 0 14.05.10    | 3,8 01.06.06  | 6 06.07.04    | 7,2 07.08.17  | 2,5 30.09.18  | 0,1 21.10.07  | −4,7 29.11.10 | −7,7 19.12.09 | −12,3 2012 |
| Record de chaleur (°C) date du record | 16,8 01.01.22 | 19,6 27.02.19  | 24,5 31.03.21 | 27,7 19.04.18 | 29,7 27.05.05 | 35,3 18.06.22 | 41,3 25.07.19 | 36,9 07.08.20 | 33,2 13.09.16 | 28,7 02.10.23 | 20,1 07.11.15 | 16,6 31.12.22 | 41,3 2019  |
| Précipitations (mm)                   | 75,6          | 66,5           | 62,5          | 49,6          | 65,6          | 59,2          | 53,4          | 85,4          | 56,7          | 83,4          | 87,8          | 105,5         | 851,2      |

### Paysages
À l'ouest, le territoire de la commune est principalement occupé par des prairies et se trouve fermé par un bocage resserré. À l'est, le paysage est beaucoup plus ouvert : principalement occupé par des cultures et laissant peu de places aux éléments végétaux, il tend vers l'openfield.

### Milieux naturels et biodiversité

#### ZNIEFF de type 2
- La basse vallée de la Risle et les vallées conséquentes de Pont-Audemer à la Seine[14].

#### Site classé
- L'if du cimetière  Site classé (1932)[15].

## Urbanisme

### Typologie
Au 1er janvier 2024, Boulleville est catégorisée commune rurale à habitat dispersé, selon la nouvelle grille communale de densité à 7 niveaux définie par l'Insee en 2022.
Elle appartient à l'unité urbaine de Pont-Audemer, une agglomération intra-départementale dont elle est une commune de la banlieue,.
Par ailleurs la commune fait partie de l'aire d'attraction du Havre, dont elle est une commune de la couronne,. Cette aire, qui regroupe 116 communes, est catégorisée dans les aires de 200 000 à moins de 700 000 habitants,.

### Occupation des sols

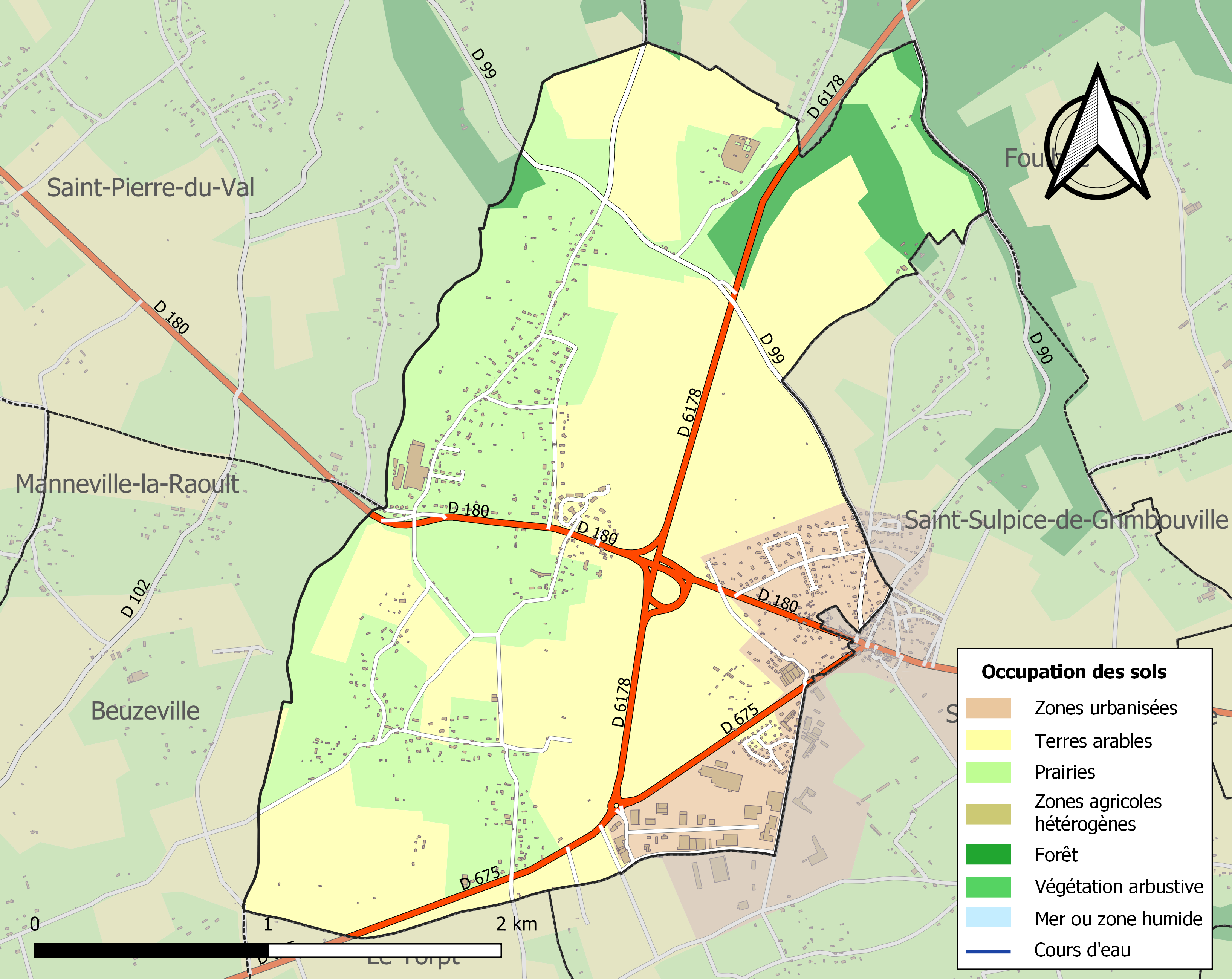
Carte des infrastructures et de l'occupation des sols de la commune en 2018 (CLC).

L'occupation des sols de la commune, telle qu'elle ressort de la base de données européenne d’occupation biophysique des sols Corine Land Cover (CLC), est marquée par l'importance des territoires agricoles (86,1 % en 2018), en diminution par rapport à 1990 (93 %).
La répartition détaillée en 2018 est la suivante : terres arables (49,9 %), prairies (36,2 %), zones urbanisées (5,2 %), forêts (4,4 %), zones industrielles ou commerciales et réseaux de communication (4,3 %).
L'évolution de l’occupation des sols de la commune et de ses infrastructures peut être observée sur les différentes représentations cartographiques du territoire : la carte de Cassini (XVIIIe siècle), la carte d'état-major (1820-1866) et les cartes ou photos aériennes de l'IGN pour la période actuelle (1950 à aujourd'hui).

### Habitat et logement
En 2021, le nombre total de logements dans la commune était de 627, alors qu'il était de 606 en 2016 et de 554 en 2011.
Parmi ces logements, 69,2 % étaient des résidences principales, 26,2 % des résidences secondaires et 4,6 % des logements vacants. Ces logements étaient pour 74,9 % d'entre eux des maisons individuelles et pour 25,1 % des appartements.
Le tableau ci-dessous présente la typologie des logements à Boulleville en 2021 en comparaison avec celle de l'Eure et de la France entière. Une caractéristique marquante du parc de logements est ainsi une proportion de résidences secondaires et logements occasionnels (26,2 %) supérieure à celle du département (6,2 %) et à celle de la France entière (9,7 %).
| Typologie                                               | Boulleville | Eure | France entière |
| ------------------------------------------------------- | ----------- | ---- | -------------- |
| Résidences principales (en %)                           | 69,2        | 85,8 | 82,2           |
| Résidences secondaires et logements occasionnels (en %) | 26,2        | 6,2  | 9,7            |
| Logements vacants (en %)                                | 4,6         | 8    | 8,1            |

### Voies de communication et transports
La commune est desservie par l'ancienne route nationale 175 (actuelle RD 675), qui y croise la RD 100.
Une voie piétonne de 400 mètres reliant Boulleville à Saint-Maclou, est aménagée en 2024

## Toponymie
Le nom de la localité est attesté sous les formes Bollivilla en 1040 (charte de Guillaume le Conquérant) et vers 1080,, Beollevilla vers 1166 (bulle d’Alexandre III).
Il s'agit d'une formation toponymique en -ville au sens ancien de « domaine rural », précédée d'un anthroponyme selon le cas général.
La forme la plus ancienne permet d'identifier le nom de personne norrois Bolli, que l'on retrouve dans les formations homonymes ; Bolleville (Manche) (Bolevilla, Bollevilla vers 1145) et Bolleville  (Seine-Maritime), (Bullevilla vers 1025, Bollevilla au XIIe siècle).
Remarque : il est peut-être nécessaire de faire une distinction entre les différents anthroponymes vieux norrois : Bóli (vieux danois Bole), Bolli et sa variante Bulli.

## Histoire

### Moyen Âge
Ancienne dépendance de l'abbaye de Préaux (charte de 1040).

### Époque contemporaine

Boulleville au tout début du XXe siècle
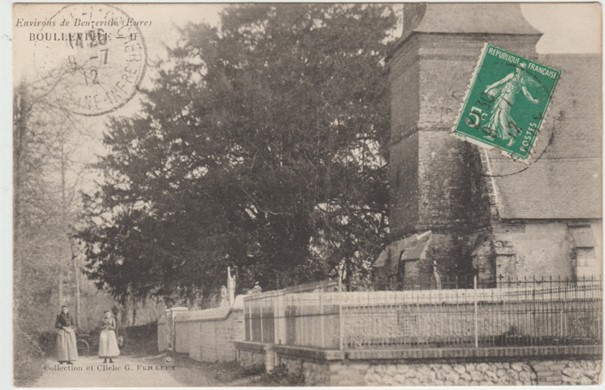
L'église.

## Politique et administration

### Rattachements administratifs et électoraux

#### Rattachements administratifs
La commune se trouve depuis 1926 dans l'arrondissement de Bernay du département de l'Eure.
Elle faisait partie depuis 1793 du canton de Beuzeville. Dans le cadre du redécoupage cantonal de 2014 en France, cette circonscription administrative territoriale a disparu, et le canton n'est plus qu'une circonscription électorale.

#### Rattachements électoraux
Pour les élections départementales, la commune fait partie depuis 2014 d'un nouveau  canton de Beuzeville porté de 16 à 62 communes.
Pour l'élection des députés, elle fait partie de la troisième circonscription de l'Eure.

### Intercommunalité
Boulleville était membre de la communauté de communes du canton de Beuzeville, un établissement public de coopération intercommunale (EPCI) à fiscalité propre créé en 2000 et auquel la commune avait transféré un certain nombre de ses compétences, dans les conditions déterminées par le code général des collectivités territoriales.
Dans le cadre des dispositions de la loi portant nouvelle organisation territoriale de la République du 7 août 2015, qui prévoit que les établissements publics de coopération intercommunale (EPCI) à fiscalité propre doivent avoir un minimum de 15 000 habitants, cette intercommunalité a fusionné avec la communauté de communes du pays de Honfleur pour former, le 1er janvier 2017, la communauté de communes du Pays de Honfleur-Beuzeville, dont est désormais membre la commune.

### Liste des maires
| Période                                  | Période        | Identité             | Étiquette | Qualité                                                                       |
| ---------------------------------------- | -------------- | -------------------- | --------- | ----------------------------------------------------------------------------- |
| Les données manquantes sont à compléter. |                |                      |           |                                                                               |
|                                          |                |                      |           |                                                                               |
| 1944                                     | 1952           | M. Lecerf (père)     |           |                                                                               |
|                                          |                |                      |           |                                                                               |
|                                          | 1996           | André Noël           | DVD       | Mort en fonction                                                              |
| 1996                                     | 2014           | Michel Lecerf        |           | Agriculteur Président du SIVOM La Neuville                                    |
| 2014                                     | décembre 2024, | Jean-Claude Houssard | SE        | Technicien d’atelier retraité Président du SIVOM la Neuville Mort en fonction |

## Équipements et services publics

### Enseignement
Les enfants de la commune sont scolarisés avec ceux de Saint-Maclou dans le cadre d'un regroupement pédagogique intercommunal (RPI).
En 2021, l'école de Boulleville scolarise 100 élèves de primaire répartis en quatre classes. La municipalité envisage d'étendre le bâtiment.

### Santé et solidarité
Une résidence services séniors de 37 maisons et un bâtiment commun, où est installé un cabinet infirmier, est installée en 2022 à la limite de Boulleville et de Saint-Maclou.

## Population et société

### Démographie
L'évolution du nombre d'habitants est connue à travers les recensements de la population effectués dans la commune depuis 1793. Pour les communes de moins de 10 000 habitants, une enquête de recensement portant sur toute la population est réalisée tous les cinq ans, les populations de référence des années intermédiaires étant quant à elles estimées par interpolation ou extrapolation. Pour la commune, le premier recensement exhaustif entrant dans le cadre du nouveau dispositif a été réalisé en 2005.

En 2022, la commune comptait 1 227 habitants, en évolution de +7,16 % par rapport à 2016 (Eure : −0,25 %, France hors Mayotte : +2,11 %).
| 1793 | 1800 | 1806 | 1821 | 1831 | 1836 | 1841 | 1846 | 1851 |
| ---- | ---- | ---- | ---- | ---- | ---- | ---- | ---- | ---- |
| 461  | 489  | 408  | 487  | 436  | 458  | 422  | 441  | 429  |

| 1856 | 1861 | 1866 | 1872 | 1876 | 1881 | 1886 | 1891 | 1896 |
| ---- | ---- | ---- | ---- | ---- | ---- | ---- | ---- | ---- |
| 402  | 391  | 346  | 286  | 284  | 287  | 290  | 275  | 276  |

| 1901 | 1906 | 1911 | 1921 | 1926 | 1931 | 1936 | 1946 | 1954 |
| ---- | ---- | ---- | ---- | ---- | ---- | ---- | ---- | ---- |
| 296  | 258  | 254  | 244  | 252  | 244  | 269  | 286  | 293  |

| 1962 | 1968 | 1975 | 1982 | 1990 | 1999 | 2005 | 2006 | 2010  |
| ---- | ---- | ---- | ---- | ---- | ---- | ---- | ---- | ----- |
| 307  | 343  | 451  | 458  | 533  | 793  | 845  | 875  | 1 005 |

| 2015  | 2020  | 2022  | - | - | - | - | - | - |
| ----- | ----- | ----- | - | - | - | - | - | - |
| 1 140 | 1 204 | 1 227 | - | - | - | - | - | - |

### Sports et loisirs
Football Club Boulleville-Saint-Maclou.

### Vie associative
- ABCSL Association pour la promotion de la culture, du sport et des loisirs.
- Chorale féminine Les Pipelettes[35]

## Culture locale et patrimoine

### Lieux et monuments
On peut signaler : 

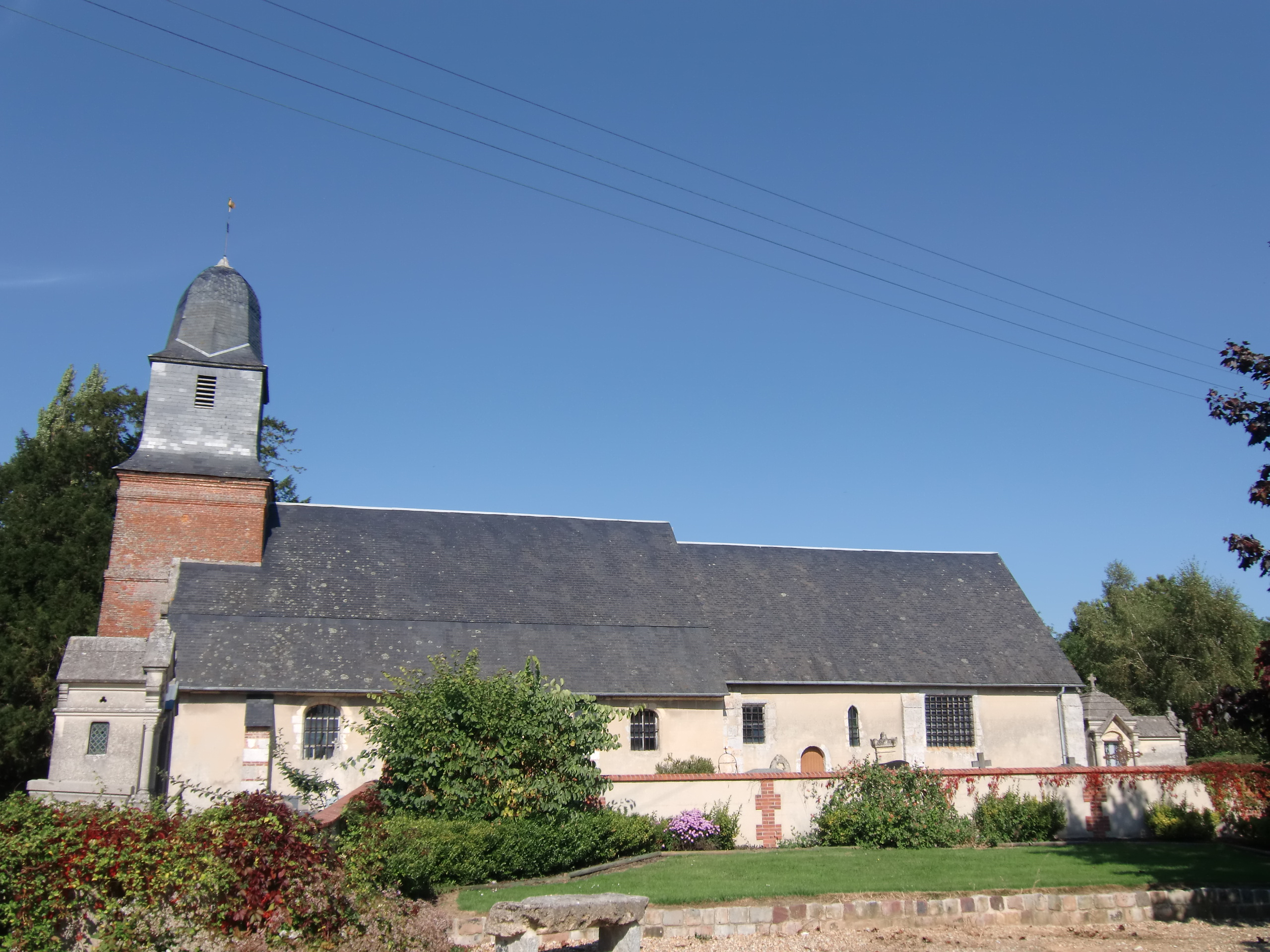
L'église Saint-Jean-Baptiste.

- l'église Saint-Jean-Baptiste (XIIe, XVIe, XVIIe et XVIIIe)[36]. Le chœur date du XIIe siècle et les baies du XVIe siècle. La nef a été reprise aux XVIe et XVIIe siècles. La  tour clocher a été ajoutée en 1774. Cette église était placée sous le patronage de l'abbaye Saint-Pierre de Préaux
Une cloche supplémentaire coulée à cette occasion par l’entreprise Biard-Roy  à l'initiative du maire Jean-Claude Houssard, est installée dans le clocher en 2024[37]. Des travaux de réparation de l'église sont menées en 2023/2024[22] ;
- une maison des XVIIe et XVIIIe siècles[38] ;
- deux fermes : l'une du XVIIIe siècle au lieu-dit le Val-Durand[39] ; l'autre du XVIIIe siècle au lieu-dit la Bruyère[40] ;
- une demeure des XVIIe et XIXe siècles[41].

## Pour approfondir